# کلین (قزوین)
کلین (قزوین)، روستایی از توابع بخش رودبار شهرستان شهرستان قزوین در استان قزوین ایران است. فارسی زبان اصلی مردم روستای کلین است.

## جمعیت
این روستا در دهستان رودبار محمد زمانی قرار دارد و براساس سرشماری مرکز آمار ایران در سال ۱۳۹۵، جمعیت آن ۱۱۳ نفر (۲۰خانوار) بوده‌است.